# Трей-Мовіле
Трей-Мовіле (рум. Trei Movile) — село у повіті Сучава в Румунії. Входить до складу комуни Шкея.
Село розташоване на відстані 355 км на північ від Бухареста, 7 км на захід від Сучави, 120 км на північний захід від Ясс.

## Населення
За даними перепису населення 2002 року у селі проживали 124 особи, усі — румуни. Усі жителі села рідною мовою назвали румунську.